# Ministère de la Culture et du Patrimoine
Pour les articles homonymes, voir Ministère de la Culture.
Le ministère de la Culture et du Patrimoine (en anglais : Ministry for Culture and Heritage, MCH, en maori de Nouvelle-Zélande : Manatū Taonga) est le ministère du gouvernement de Nouvelle-Zélande chargé de conseiller le gouvernent sur les politiques et les affaires liées aux arts, à la culture, au patrimoine immobilier, au sport et aux loisirs, ainsi que dans le secteur de la diffusion. Il participe  également à la promotion de ces secteurs d'activité.
Le ministère a été créé le 1er septembre 1999 par la Première ministre Helen Clark, et attribué à elle-même jusqu'à sa démission en 2008.
Auparavant, ces fonctions étaient exercées par le ministère de l'Intérieur. 
Le Conseil des arts de la Nouvelle-Zélande est chargé de financer les arts et la culture, comme le Ballet national de Nouvelle-Zélande, l'Orchestre philharmonique d'Auckland et l'Opéra de Nouvelle-Zélande. Seul l'Orchestre symphonique de Nouvelle-Zélande est financé directement par le ministère.